# Léger (torpilleur)
Pour les articles homonymes, voir Léger.
Le Léger est un des deux aviso-torpilleurs de classe Lévrier qui ont été construits pour la Marine nationale française avant le début du XXe siècle.

## Conception
Les navires de la classe Lévrier étaient plus lourds, plus grands et avec une artillerie plus importante que les navires de la classe Bombe précédents. Ils étaient considérés comme des contre-torpilleurs. Les navires avaient deux mâts et une seule grande cheminée. L’étrave était droite, et le gaillard d'avant était prolongé par le pont supérieur jusqu’à 9 mètres de la poupe. Les côtés de la coque étaient incurvés comme sur la classe Bombe précédente,.
La propulsion était assurée par deux chaudières VTE et deux chaudières Belleville, entraînant deux arbres d'hélice. Les navires emportaient 127 tonnes de charbon,.
Leur armement se composait d’un canon de 65 mm, trois canons de 47 mm, deux canons de 37 mm et trois tubes lance-torpilles de 450 mm. Le 65 mm était à l’avant, les 47 mm à l’arrière et sur chaque bord en encorbellement, et les tubes lance-torpilles étaient à l’avant et à l’arrière de la cheminée,.

## Carrière
Le Léger est construit par l’Arsenal de Lorient. Sa quille est posée en 1890. Lancé le 4 août 1891, il est terminé en décembre 1891, et mis en service en juillet 1892 dans l'Escadre de la Méditerranée. Entre 1896 et 1899, il devient stationnaire à Constantinople. Il est de retour à Toulon en 1898. À partir de 1902, il est affecté à la défense mobile en Algérie. Désarmé le 24 juin 1909, il est radié en 1910,. Le Léger est vendu à Toulon le 14 décembre 1910 à M. Martin de Marseille pour 38.135,00 Francs.